# Vitalianthus bischlerianus
Vitalianthus bischlerianus är en bladmossart som först beskrevs av K.C.Pôrto et Grolle, och fick sitt nu gällande namn av R.M.Schust. et Giancotti. Vitalianthus bischlerianus ingår i släktet Vitalianthus och familjen Lejeuneaceae. Inga underarter finns listade i Catalogue of Life.